# إبروسارتان
إبروسارتان هو إحدى الأدوية التابعة لمجموعة ضادات مستقبلات أنجيوتنسين II التي تستخدم في علاج ارتفاع ضغط الدم وقصور القلب واعتلال الأعصاب السكري. تنتجه شركة أبوت الأمريكية. ويتوفر بجرع 400 و 600 ملغ تحت اسم تيفيتين (Teveten). ويتوفر في تركيبه مع المدرر هايدروكلورثيازايد.